# 似水流年 (1984年電影)
《似水流年》是1984年上映的香港電影，由嚴浩執導，顧美華、斯琴高娃等主演。劇情講述港人珊珊回鄉尋根所引發的三角感情風波。本片榮获第4屆香港電影金像獎最佳影片、最佳導演、最佳劇本、最佳女演員、最佳新人及最佳美術指導6項大奖。在2005年，獲香港電影金像獎協會票選為「最佳華語片一百部」之一。
本片是改革開放後香港人到中國大陸拍製的第一部文藝片。時值中英兩國就香港前途問題展開談判，電影中的「回鄉一行」寄託著港人對香港主權移交的困擾和焦慮，引起社會一陣討論。

## 劇情
在香港生活多年的珊珊（顾美华 饰）得知祖母在乡下过世，动身返回阔别20年的潮汕老家为祖母奔丧，同时也是想借机逃离城市里的烦恼。与快节奏的城市生活相比，珊珊的老家依旧保持着记忆中的朴实隽永。珊珊与童年舊友阿珍（斯琴高娃 饰）和孝松（谢伟雄 饰）重逢，此时两人已结为夫妻，并育有一名女儿。阿珍现在是一村里的小学校长，是一家之主，而孝松则只知在耕田不问其他，阿珍很爱自己的丈夫和女儿。当阿珍夫妇俩得知珊珊的事业与恋爱烦恼后，决定共同安慰珊珊。可是，女人的嫉妒心让阿珍在同情珊珊之余，又对珊珊与孝松的接触怀有戒心。珊珊的到来打破了原本波澜不惊的乡间生活。
電影夾雜兒時舊憶、鄉土情懷和編導對祖國山河、人事變化的感慨，而以恬淡含蓄的手法出之，堪稱港產文藝片罕有佳作。當中對親情、感情的描寫十分細膩，中間夾雜著似水一般平淡的鄉情。亦見各人關係、兩地之間的小小暗湧。可見剛改革開放時的中國與香港之間的差距與微妙關係。

## 演員
- 斯琴高娃 飾 阿珍（黃淑儀配音）
- 顧美華 飾 張珊珊
- 謝偉雄 飾 孝松
- 周沄 飾 忠叔
- 强君高 飾 超伯
- 邢馬力 飾 王老師
- 許瑞萍 飾 許老師
- 曾瑜 飾 豆妹
- 葉煒征 飾 强仔

## 電影歌曲

### 主題曲
| 歌名         | 演唱者 | 作曲   | 填詞   | 編曲   |
| 〈似水流年〉 | 梅艷芳 | 喜多郎 | 鄭國江 | 黎小田 |

## 獎項
| 年份 | 頒獎典禮            | 獎項             | 名字                                                | 結果              |
| ---- | ------------------- | ---------------- | --------------------------------------------------- | ----------------- |
| 1985 | 第4屆香港電影金像獎 | 最佳影片         |                                                     | 獲獎              |
| 1985 | 第4屆香港電影金像獎 | 最佳導演         | 嚴浩                                                | 獲獎              |
| 1985 | 第4屆香港電影金像獎 | 最佳劇本         | 孔良                                                | 獲獎              |
| 1985 | 第4屆香港電影金像獎 | 最佳女演員       | 顧美華                                              | 提名              |
| 1985 | 第4屆香港電影金像獎 | 最佳女演員       | 斯琴高娃                                            | 獲獎              |
| 1985 | 第4屆香港電影金像獎 | 最佳新人         | 顧美華                                              | 獲獎              |
| 1985 | 第4屆香港電影金像獎 | 最佳攝影         | 潘恆生                                              | 提名              |
| 1985 | 第4屆香港電影金像獎 | 最佳剪接         | 健健                                                | 提名              |
| 1985 | 第4屆香港電影金像獎 | 最佳美術指導     | 張叔平                                              | 獲獎              |
| 1985 | 第4屆香港電影金像獎 | 最佳音樂         | 喜多郎                                              | 提名              |
| 1985 | 第4屆香港電影金像獎 | 最佳電影歌曲     | 〈似水流年〉 主唱：梅艷芳 作曲：喜多郎 填詞：鄭國江 | 提名              |
| 1985 | 第4屆香港電影金像獎 | 十大華語片       |                                                     | 獲獎              |
| 2005 | 香港電影金像獎協會  | 最佳華語片一百部 |                                                     | 獲獎 (第二十三名) |

## 外部連結
- YouTube上的《似水流年》電影（繁體中文）
- 香港影庫上《似水流年》的資料（繁體中文）
- 豆瓣电影上《似水流年》的資料 （简体中文）
- 时光网上《似水流年》的資料（简体中文）
- AllMovie上《似水流年》的资料（英文）
- 互联网电影数据库（IMDb）上《似水流年》的资料（英文）